# آلان بنوا
آلان بنوا (بالفرنسية: Alain Benoit)‏ هو فيزيائي فرنسي، ولد في 1948.